# Bel in črn dim
Bel in črn dim (latinsko fumus niger et fumus albus) sta dva dimna signala, s katerima kardinali, zbrani v konklavu, sporočajo izid glasovanja za izvolitev novega papeža, pri čemer uporabljajo zgorevanje, ki ga proizvaja peč, nameščena v Sikstinski kapeli. V preteklosti je obstajal tudi tretji dogodek, rumen dim, ki se je uporabljal le za preverjanje pravilnega delovanja peči.

## Zgodovina
Tradicija sega v 19. stoletje, ko so se Rimljani zbirali pred Kvirinalom in opazovali dim, ki je nastajal pri sežiganju glasovnic kardinalov. V nasprotju z današnjim časom je dim pomenil, da papež ni bil izvoljen, medtem ko je odsotnost dima pomenila uspešno izvolitev. Tudi na konklavu leta 1903 ni bilo razlike v barvi dima, ki je nastal s sežiganjem glasovnic kardinalov volivcev, pomešanih s slamo, v peči v Kraljevi sobi Apostolske palače. Dim za neuspešne volitve je bil bel ali črnkast, medtem ko zjutraj ob izvolitvi Pija X. sploh ni bilo dima. Prva uporaba belega dima za označitev uspešnih volitev in črnega dima za neuspešne volitve sega v konklave leta 1914, ki se je končal z izvolitvijo Benedikta XV.